# استارسکی و هاچ (فیلم)
استارسکی و هاچ (به انگلیسی: Starsky & Hutch) یک فیلم کمدی اکشن آمریکایی درسبک پلیس رفیق محصول سال ۲۰۰۴ به کارگردانی تاد فیلیپس است. در این فیلم بازیگرانی همچون بن استیلر، اوون ویلسون، وینس وان، اسنوپ داگ، جیسون بیتمن، فرد ویلیامسون، ویل فرل، ایمی اسمارت، کارمن الکترا، جولیت لوئیس، مالی سیمز، کریس پن، تری کروس، برند رادریک، پتن اسوالت، پل مایکل گلیسر و دیوید سول ایفای نقش کرده‌اند.
این فیلم در ۵ مارس ۲۰۰۴ اکران شد، نقدهای متفاوتی از منتقدان دریافت کرد و از نظر تجاری موفق بود و با بودجه ۶۰ میلیون دلاری ۱۷۰ میلیون دلار در سراسر جهان به دست آورد.

## داستان
دو پلیس مخفی خیابانی در شهر خیالی بی سیتی، کالیفرنیا در سال ۱۹۷۵ با کمک رئیس دنیای اموات، هاگی بیر، مجرمان مواد مخدر را متلاشی کردند. این فیلم پیش‌درآمدی برای مجموعه تلویزیونی است، زیرا اولین شراکت استارسکی و هاچ را به تصویر می‌کشد. این فیلم همچنین شخصیت شخصیت‌های عنوان را تغییر می‌دهد. در حالی که در برنامه تلویزیونی، استارسکی کنجکاو و خیابانی بود، و هاچ در کنار کتاب بود، در فیلم، استارسکی پلیس جدی است و هاچ آرام است. در این فیلم چهار عضو دسته برادران حضور دارند، اگرچه همه آنها در نقش ث‌های اصلی نیستند.

## بازخوردها
- در راتن تومیتوز بر اساس ۱۹۴ بررسی، با میانگین امتیاز ۶ از ۱۰، ۶۳٪ تأیید شده است.[۳]
- در متاکریتیک، این فیلم بر اساس ۴۰ نقد، میانگین وزنی ۵۵ از ۱۰۰ را به دست آورد که نشان دهنده «نقدهای مختلط یا متوسط» است.[۴]
- تماشاگرانی که توسط سینماسکور مورد بررسی قرار گرفتند به فیلم درجه B در مقیاس A تا F دادند.[۵][۶]
- در افتتاحیه آخر هفته این فیلم، در ۳٫۱۸۵ سالن سینما ۲۸٫۱۰۳٫۳۶۷ دلار فروخت. این فیلم درآمد ناخالص ۸۸٫۲۳۷٫۷۵۴ دلار در ایالات متحده و کانادا و ۸۲٫۰۳۰٫۹۹۶ دلار در بازارهای بین‌المللی به مجموع ۱۷۰٫۲۶۸٫۷۵۰ دلار در سراسر جهان داشته است.